# La cicoria/Ninna nanna
La cicoria/Ninna nanna è il primo singolo di Domenico Modugno, pubblicato nel 1953.

## Descrizione
Modugno è autore del testo e della musica de "La cicoria" e rielaboratore, insieme a Franco Nebbia, della "Ninna nanna". Le esegue da solo, accompagnandosi con la chitarra, in La cicoria canta insieme a lui Franca Gandolfi.
I due brani ottennero un riscontro commerciale molto basso, e per questo motivo l'edizione originale di questo disco è considerata una rarità discografica: le registrazioni però sono reperibili in alcuni album pubblicati successivamente dalla RCA Italiana, dopo il raggiungimento del successo da parte di Modugno.
Il cantautore registrò nuove versioni di La cicoria in seguito, di cui la più curiosa è quella del 1962, intitolata Cicoria twist e contenuta nel 33 giri Domenico Modugno.
Entrambe le canzoni sono direttamente legate alla tradizione popolare: del resto la prima esperienza musicale di Modugno, come egli stesso ha dichiarato, fu la musica dei cantastorie.

### La cicoria
Descrive nel testo una famiglia intera di contadini intenta a mangiare cicoria:
Come ricordato, la canzone è cantata insieme a Franca Gandolfi che effettua la doppia voce in controcanto sulla melodia del testo cantato da Modugno.

### Ninna nanna
La canzone è tratta dal film "Carica eroica" di De Robertis, dovendo interpretare il ruolo di un soldato siciliano che deve far dormire un bambino, Modugno cantò una canzone popolare di San Pietro Vernotico, Ninna nanna che, rielaborata, è la canzone che si trova sul lato B di questo disco, e che Modugno aveva già eseguito varie volte in trasmissioni radiofoniche, ottenendo anche l'apprezzamento di Frank Sinatra.
Infatti nel maggio 1953 Sinatra è ospite di una puntata di Radioscrigno, programma radiofonico condotto da Guido Notari, durante il quale Modugno esegue Ninna nanna, nella versione rielaborata insieme a Franco Nebbia, che viene molto apprezzata dal cantante statunitense, che chiede una registrazione della canzone.
Come La cicoria, anche Ninna nanna riprende alcune tematiche popolari sia nella musica che nel testo (che, nel tentare di convincere il bimbo a dormire cita elementi del folklore contadino del sud, come ad esempio lu mammone), è cantata nel dialetto di San Pietro Vernotico che, in alcune espressioni, ricorda il siculo, la canzone inizia:
dormi dormi nun chiangiri, ninna nanna...»
e che fu per questo motivo una delle cause dell'equivoco sul Modugno siciliano.
Nel 1954 queste due canzoni furono pubblicate insieme a quelle del 45 giri seguente Musciu niuru e Lu pupu nell'EP A72V 0035.

## Tracce
LATO A
1. La cicoria (feat. Franca Gandolfi) (Domenico Modugno; edizioni musicali RCA)

LATO B
1. Ninna nanna (testo: Domenico Modugno – musica: Franco Nebbia; edizioni musicali RCA)